# Igor Gołaszewski
Igor Jarosław Gołaszewski (ur. 2 marca 1968 w Płońsku) – polski piłkarz i trener.

## Życiorys
Wychowanek klubu Tęcza 34 Płońsk, zawodnik MKS Piaseczno, przez większą część kariery związany z klubem Polonia Warszawa, grał także w Śląsku Wrocław i Starcie Otwock. Został królem strzelców Pucharu Ligi który wygrał razem z Polonią pokonując w meczu finałowym Legię Warszawa. Z Polonią zdobył także: Mistrzostwo Polski, Puchar Polski, oraz Superpuchar Polski.
Gołaszewski w trakcie piłkarskiej kariery był zarówno napastnikiem, pomocnikiem jak i obrońcą. Łącznie w 222 spotkaniach piłkarskiej ekstraklasy Igor Gołaszewski zdobył 35 bramek. W sezonie 2007/2008 Gołaszewski występował w barwach IV-ligowej Tęczy 34 Płońsk, której jest wychowankiem. W tej samej drużynie grał jego syn, Bartłomiej Gołaszewski.
Po zakończeniu kariery, był trenerem rezerw Polonii Warszawa, a potem pracował w tymże klubie jako dyrektor administracyjny. W 2014 był trenerem klubu Świt Nowy Dwór Mazowiecki. Od 4 maja 2015 do 26 marca 2017 trener Polonii Warszawa, od 11 września 2017 do 30 czerwca 2019 MKS Piaseczno.

## Statystyki kariery
| Klub             | Sezon       | Liga        | Liga  | Liga   | Puchary krajowe | Puchary krajowe | Puchary europejskie | Puchary europejskie | Suma  | Suma   |
| Klub             | Sezon       | Liga        | Mecze | Bramki | Mecze           | Bramki          | Mecze               | Bramki              | Mecze | Bramki |
| ---------------- | ----------- | ----------- | ----- | ------ | --------------- | --------------- | ------------------- | ------------------- | ----- | ------ |
| Polonia Warszawa | 1996/97 (j) | Ekstraklasa | 3     | 0      | 0               | 0               | 0                   | 0                   | 3     | 0      |
| Śląsk Wrocław    | 1996/97 (w) | Ekstraklasa | 10    | 1      | 0               | 0               | 0                   | 0                   | 10    | 1      |
| Polonia Warszawa | 1997/98     | Ekstraklasa | 11    | 1      | 0               | 0               | 0                   | 0                   | 11    | 1      |
| Polonia Warszawa | 1998/99     | Ekstraklasa | 16    | 0      | 0               | 0               | 0                   | 0                   | 16    | 0      |
| Polonia Warszawa | 1999/2000   | Ekstraklasa | 28    | 7      | 12              | 7               | 0                   | 0                   | 40    | 14     |
| Polonia Warszawa | 2000/01     | Ekstraklasa | 28    | 4      | 13              | 1               | 0                   | 0                   | 41    | 5      |
| Polonia Warszawa | 2001/02     | Ekstraklasa | 28    | 9      | 4               | 0               | 0                   | 0                   | 32    | 9      |
| Polonia Warszawa | 2002/03     | Ekstraklasa | 28    | 7      | 1               | 0               | 6                   | 0                   | 35    | 7      |
| Polonia Warszawa | 2003/04     | Ekstraklasa | 19    | 2      | 2               | 0               | 0                   | 0                   | 21    | 2      |
| Polonia Warszawa | 2004/05     | Ekstraklasa | 25    | 2      | 7               | 0               | 0                   | 0                   | 32    | 2      |
| Polonia Warszawa | 2005/06     | Ekstraklasa | 26    | 2      | 6               | 0               | 0                   | 0                   | 32    | 2      |
| W sumie          | W sumie     | W sumie     | 212   | 34     | 45              | 8               | 6                   | 0                   | 263   | 42     |
| Ogółem           | Ogółem      | Ogółem      | 222   | 35     | 45              | 8               | 6                   | 0                   | 273   | 43     |